# Ivar Martinsen
Ivar Martinsen, właśc. Karl Ivar Martinsen (ur. 8 grudnia 1920 w Løten, zm. 24 września 2018 w Stange) – norweski łyżwiarz szybki, brązowy medalista mistrzostw świata i Europy.

## Kariera
Pierwszy sukces w karierze osiągnął w 1952 roku, kiedy wywalczył brązowy medal podczas wielobojowych mistrzostw świata w Helsinkach. W zawodach tych wyprzedzili go jedynie jego rodak, Hjalmar Andersen oraz Lassi Parkkinen z Finlandii. Martinsen w żadnym z biegów nie znalazł się w czołowej trójce, zajmując kolejno szóste na 500 m, piąte na 5000 m, dwunaste na 1500 m oraz czwarte na 10 000 m. Brązowy medal zdobył również na mistrzostwach Europy w Hamar w 1953 roku, plasując się za dwoma Holendrami: Keesem Broekmanem i Wimem van der Voortem. Jego najlepszym wynikiem było tam trzecie miejsce w biegu na 500 m. Był też czwarty na 10 000 m, piąty na 1500 m oraz siódmy na 5000 m. W 1950 roku był też trzeci w biegu na 1500 m podczas mistrzostw świata w Eskilstunie, jednak w klasyfikacji końcowej zajął szóste miejsce. W 1948 roku wystartował w biegu na 1500 m podczas igrzysk olimpijskich w Sankt Moritz, zajmując szesnaste miejsce. Na rozgrywanych cztery lata później igrzyskach w Oslo na tym samym dystansie rywalizację ukończył na ósmej pozycji.
Nigdy nie zdobył medalu mistrzostw Norwegii w wieloboju.